# Pemphigus popularius
Pemphigus popularius är en insektsart som beskrevs av Fitch 1859. Pemphigus popularius ingår i släktet Pemphigus och familjen långrörsbladlöss. Inga underarter finns listade i Catalogue of Life.